# КК Житко баскет
Кошаркашки клуб Житко баскет је кошаркашки клуб из Београда који се тренутно такмичи у Другој лиги Србије.

## Историјат
Клуб је привукао пажњу медија средином 2010. године због кошаркашког развоја Богдана Богдановића који је играо за њихов омладински тим пре него што је потписао уговор са Партизаном у септембру 2010. године. Клуб је такође привукао пажњу јавности 2020. године због новог логоа на којем се налази цртеж Моста на Ади, који је сличан логоу Голден Стејт вориорса.
У априлу 2021. године, клуб је освојио Прву мушку регионалну лигу Србије у сезони 2020/21. и доспео у Другу лигу Србије.

## Награде и трофеји
Прва мушка регионална лига Србије
- Победници : 2020/21.